# Episodi di Im Namen des Gesetzes (quindicesima stagione)
La quindicesima stagione della serie televisiva Im Namen des Gesetzes è stata trasmessa in anteprima in Germania dalla RTL Television tra il 4 dicembre 2006 e il 12 febbraio 2007.
| nº | Titolo originale | Titolo italiano | Prima TV Germania | Prima TV Italia |
| -- | ---------------- | --------------- | ----------------- | --------------- |
| 1  | Junge Liebe      | inedito         | 4 dicembre 2006   | inedito         |
| 2  | Doppelspiel      | inedito         | 11 dicembre 2006  | inedito         |
| 3  | Wer hat, der hat | inedito         | 18 dicembre 2006  | inedito         |
| 4  | Liebeskrank      | inedito         | 8 gennaio 2007    | inedito         |
| 5  | Nie wieder       | inedito         | 15 gennaio 2007   | inedito         |
| 6  | Tote auf Urlaub  | inedito         | 22 gennaio 2007   | inedito         |
| 7  | Vertrauensbruch  | inedito         | 29 gennaio 2007   | inedito         |
| 8  | Panik            | inedito         | 5 febbraio 2007   | inedito         |
| 9  | Geplatzte Träume | inedito         | 12 febbraio 2007  | inedito         |